# Johnston (Iowa)
Johnston é uma cidade localizada no estado americano de Iowa, no Condado de Polk.

## Demografia
Segundo o censo americano de 2000, a sua população era de 8649 habitantes.
Em 2006, foi estimada uma população de 14.513, um aumento de 5864 (67.8%).

## Geografia
De acordo com o United States Census Bureau tem uma área de
40,2 km², dos quais 37,2 km² cobertos por terra e 3,0 km² cobertos por água.

## Localidades na vizinhança
O diagrama seguinte representa as localidades num raio de 12 km ao redor de Johnston.